# Mirosternus pusillus
Mirosternus pusillus là một loài bọ cánh cứng thuộc họ Ptinidae.